# Rivière Machiche
La rivière Machiche est un affluent de la rivière Yamachiche, coulant dans les municipalités de Saint-Mathieu-du-Parc, Saint-Boniface et Saint-Étienne-des-Grès, dans la municipalité régionale de comté (MRC) de Maskinongé, dans la région administrative de la Mauricie, au Québec, au Canada.
La rivière Machiche coule surtout en milieu forestier, puis agricole, en serpentant généralement vers le sud-est. Cette rivière est le plus important affluent de la rivière Yamachiche.

## Géographie
Les principaux plan d'eau de tête qui alimentent la rivière Machiche sont le lac à la Mine (altitude : 230 m) et le lac du Quatre (altitude : 229 m), situés dans Saint-Mathieu-du-Parc, soit au sud de la rivière Shawinigan. Ils sont situés presque à la limite de Saint-Boniface où ces deux branches de la rivière coulent vers le sud et se rejoignent.
À partir de l'embouchure du lac du Quatre, la rivière Machiche coule sur 28,3 km, selon les segments suivants :
Cours supérieur de la rivière Machiche (segment de 16,6 km)
- 0,4 km vers le sud-est dans Saint-Mathieu-du-Parc, jusqu'à la limite de Saint-Boniface ;
- 0,3 km vers le sud-ouest, jusqu'à la décharge du lac à la Mine (venant du nord) ;
- 4,1 km vers le sud-ouest, en longeant du côté sud-est la limite inter municipale et en traversant les étangs à Pomerleau, jusqu'à un ruisseau (venant du sud-ouest) ;
- 3,5 km vers le sud, jusqu'à la rive nord de l'Étang du Moulin du Six, où se déversent la décharge du lac Brûlé (venant du nord-est) et la décharge du lac Héroux (venant du nord-ouest) ;
- 0,9 km vers le sud-ouest, puis le sud-est, en traversant l'étang du Moulin du Six (altitude : 184 km) jusqu'à son embouchure ;
- 3,1 km vers le sud, jusqu'à la digue à l'embouchure du lac Racine (altitude : 147 km que le courant traverse sur sa pleine longueur ;
- 2,8 km vers le sud en traversant la chute Racine, jusqu'à la décharge de la rivière du Lac des Îles (venant du nord-ouest) ;
- 1,5 km vers l'est, puis le sud, jusqu'à la Décharge du lac Bell (venant de l'ouest) ;

Cours inférieur de la rivière Machiche (segment de 11,7 km)
- 0,4 km vers le sud-est, jusqu'au chemin ferroviaire ;
- 1,2 km vers le sud, en serpentant jusqu'à la route 153 ;
- 4,9 km vers le sud-est, en serpentant jusqu'à la limite de Saint-Étienne-des-Grès ;
- 1,2 km vers le sud-est, en serpentant jusqu'à la confluence de la rivière du Sept ;
- 1,9 km (ou 2,0 km en ligne directe) vers le sud-est, en serpentant jusqu'à la décharge du lac Blais (venant du nord) ;
- 2,1 km vers le sud, en serpentant jusqu'à sa confluence[2].

Finalement, la rivière Machiche se déverse dans la rivière Yamachiche à 2,3 km à l'ouest du village de Saint-Étienne-des-Grès et à 16,6 km au nord de la rive nord du Lac Saint-Pierre lequel est traversé vers les Nord-Est par le fleuve Saint-Laurent.

## Toponymie
Le terme Machiche se réfère à un patronyme de famille d'origine amérindienne.
Le toponyme rivière Machiche a été officialisé le 6 mars 1975 à la Banque des noms de lieux de la Commission de toponymie du Québec.